# 平塔 (亞利桑那州)
平塔（英語：Pinta）是位於美國亞利桑那州阿帕契縣的一個非建制地區。該地的面積和人口皆未知。

## 地理
平塔的座標為35°04′56″N 109°37′50″W / 35.08222°N 109.63056°W，而該地的平均海拔高度為1678米（即5505英尺）。